# Мохамед Сахнун
Мохамед Сахнун (араб. محمد سحنون‎; 8 апреля 1931 — 20 сентября 2018) — алжирский дипломат, посол Алжира в Германии, Франции, США и Марокко, а также постоянный представитель Алжира при Организации Объединённых Наций. Он также работал помощником Генерального секретаря Организации африканского единства, помощником Генерального секретаря Лиги арабских государств, генеральным секретарем специального представителя Организации Объединённых Наций по Сомали в 1992 году и генеральным секретарем Организации Объединённых Наций, также специальным представителем по району Великих озёр в Африке в 1997 году, прежде чем продолжить работу во имя мира и примирения через различные связанные с ООН  и несвязанные благотворительные организации. Он особенно сосредотачивался на развитии межкультурного и межрелигиозного диалога и на решение конфликтов.

## Ранние годы и алжирская война
Мохамед Сахнун родился в 1931 году в Эш-Шелиффе (известный как Castellum Tingitanum во время римских времен, как Al Asnam во времена Омейядского халифата и с 1962 по 1980 года, а также Orléansville во время французской колонизации), в Алжире. Сначала он учился в лицее Алжира, а затем продолжил обучение в Сорбонне в Париже. Он был там в день первых боевых действий Алжирской войны (1 ноября 1954 г.). Как активист Фронта национального освобождения, он откликнулся на призыв к забастовке, объявленный 19 мая 1956 года, как «Union générale des étudiants musulmans algériens (Ugema)»  и остановив свою учёбу в Париже, вернулся домой в Алжир.
Там он начал работать в «Социальных центрах», созданных бывшим французским борцом Сопротивления Жерменом Тиллоном, с согласия Жака Сустеля (тогдашнего генерал-губернатора Алжира) с целью облегчить страдания, нищету и неграмотность среди населения Алжира. В марте 1957 года на организацию был проведен рейд и обыск со стороны полиции, которая арестовала и задержала двенадцать христиан (в том числе и священников) и двадцать три мусульман. Будучи одним из руководителей «Социальных центров», Мохамед Сахнун входил в группу, которую обвиняли в заговоре и судили на довольно громком судебном процессе, получившем название «Процесс над прогрессивными христианами».  Впоследствии Мохамед Сахнун был задержан в центре пыток и заключения печально известном как «Villa Sésini [fr]» 1-го иностранного парашютно-десантного полка во время битвы за Алжир. Сам он также подвергался пыткам.  Освобожденный из-за отсутствия убедительных доказательств, Мохамед Сахнун искал убежища в столичной Франции, в Клиши, а затем в Швейцарии, в Лозанне. Он не смог вернуться в Алжир до обретения независимости.
В первые годы своей жизни, Мохамед Сахнун познакомился с пацифистской неправительственной организацией Service Civil International в Алжире в 1952–53 годах; он участвовал в нескольких их международных трудовых лагерях и на какое-то время даже возглавил их алжирское отделение. Это дало ему прочную философскую основу (см. Ниже), а также надежных друзей, которые оказали ему большую помощь в событиях 1950-х годов. Затем Мохамед Сахнун возобновил учёбу в Нью-Йоркском университете, где получил степень бакалавра и магистра гуманитарных наук в области политологии.

## Дипломатическая карьера

### На службе Алжира
Сначала Мохамед Сахнун стал дипломатическим советником Временного правительства Алжирской Республики. В 1962 году он совершил свой первый официальный визит в США с президентом Беном Беллой, где встретился с президентом Джоном Кеннеди, который был одним из сторонников независимости Алжира. Когда алжирская делегация должна была отправиться на Кубу, Кеннеди показал Бену Белле первые секретные фотографии, сделанные самолётами U2,  на которых были показаны стартовые площадки российских ракет на Кубе. Во имя мира и безопасности людей, Бен Белла согласился передать послание Фиделю Кастро, ясно дав понять, насколько американцы рассматривают эту ситуацию как casus belli . Мохамед Сахнун тогда занимал следующие должности:
- Заместитель генерального секретаря Организации африканского единства (ОАЕ) (1964–1973) [7]
- Заместитель генерального секретаря Лиги арабских государств по ведению арабо-африканского диалога (1973–1975).
- Посол Алжира в Федеративной Республике Германии (1975–1979)
- Посол Алжира во Франции (1979–1982). Под его руководством было достигнуто соглашение между Францией и Алжиром относительно социального и пенсионного обеспечения алжирских рабочих во Франции.
- Глава дипломатической миссии Алжира в США (1982–1984)
- Посол Алжира в Соединённых Штатах (1984–1989 годы). Во время своего пребывания в должности он организовал государственный визит президента Шадли Бенджедида к Рональду Рейгану, который стал первым официальным визитом главы алжирского государства в Соединённые Штаты.
- В 1989 году Сахнун был срочно призван занять пост посла Алжира в Марокко, чтобы сменить посла Абдельхамида Мери, которого самого настоятельно попросили занять пост президента ФНО после октябрьских беспорядков 1988 года в Алжире; он одновременно становится послом Алжира в Марокко и секретарем Союза арабского Магриба (1989–1990).
- Он упоминался как возможный регрессный кандидат на президентских выборах в Алжире в апреле 1999 года, но, наконец, Абдель Азиз Бутефлика, бывший министр иностранных дел, ушедший с государственной должности в 1981 году, выступил в качестве «свободного кандидата» от ФНО.

### На службе Организации Объединенных Наций
- Старший советник Генерального секретаря Конференции Организации Объединённых Наций по окружающей среде и развитию (UNCED).[10]
- Специальный представитель Генерального секретаря Организации Объединённых Наций в Сомали (апрель-ноябрь 1992 г.).  На этой должности эффективность его дипломатического стиля признана единодушно, и достигнуты многообещающие результаты;  однако его действия по миростроительству были прерваны отсутствием эффективной поддержки со стороны ООН [11] и нетерпением воздержаться американских военных от вмешательства. Мохамед Сахнун подал в отставку в знак протеста. Вмешательство под руководством поддерживаемой США Объединённой оперативной группы (под кодовым названием «Operation Restore Hope») фактически закончилось полной катастрофой.
- Специальный представитель Генерального секретаря ОАЕ в Конго (1993).
- Специальный советник Генерального директора Организации Объединённых Наций по вопросам образования, науки и культуры (ЮНЕСКО) по программе «Culture of Peace» (1995–1997 годы).
- Специальный представитель Организации Объединённых Наций / Организации африканского единства (ОАЕ) по району Великих озёр в Африке (1997 год).

## Исследования и отчеты
- Мохамед Сахнун был членом Комиссии Брундтланд по окружающей среде и развитию и соавтором отчета Брундтланд, в котором были придуманы выражение «устойчивое развитие» и его определение.
- Сопредседатель Международной комиссии по вмешательству и государственному суверенитету (ICISS) с Гаретом Эвансом, чей отчет под названием «The Responsibility to Protect» был опубликован в декабре 2001 года при поддержке правительства Канады. (После геноцида в Руанде правительство Канады учредило Международную комиссию по вмешательству и государственному суверенитету (ICISS) в сентябре 2000 года под совместным председательством Гарета Эванса и Мохамеда Сахнуна.)
- Сотрудник Пирсона в Международном исследовательском центре развития в Оттаве, Канада (1994).[10]
- Член Специальной консультативной группы проекта «War-torn Societies Project», совместного проекта Научно-исследовательского института социального развития при Организации Объединённых Наций (UNRISD) и Высшего института международных исследований в Женеве.

## Личные обязательства перед НПО
- Член правления Международного института устойчивого развития (IISD) с 1990 по 1996 года и с 2003 по 2009 года.[12]
- Президент организации Initiatives of Change International, базирующейся в Швейцарии iNGO, которая способствует осуществлению социальных изменений, начиная с личностных изменений, и работает, в частности, над восстановлением диалога и доверия между противоборствующими сторонами в качестве вклада в миростроительство, надлежащее управление и устойчивое экономическое развитие (2007–2008 гг.).[13]
- Президент форума Caux Forum for Human Security (2008–2012 гг.) ,[14] проекта, который объединил 300 человек, активно занимающихся вопросами безопасности человека, который признает важность построения доверия между участниками на всех уровнях чтобы добиться значимых изменений.
- Вице-президент правления Университета мира (UPEACE), уполномоченной ООН организации, созданной в декабре 1980 года Генеральной Ассамблеей ООН; старший советник программ UPEACE для Африки и Ближнего Востока и председатель Консультативного совета UPEACE для Африки.[15]
- Член Комиссии Хартии Земли и член Международного Совета Хартии Земли.

## Книги
- В 1994 году Мохамед Сахнун опубликовал книгу «Somalia: The Missed Opportunities» [16] в которой он анализирует причины провала вмешательства ООН в Сомали в 1992 году; он, в частности, показывает, что между началом гражданской войны в Сомали в 1988 году и падением режима Сиада Барре в январе 1991 года Организация Объединённых Наций упустила по крайней мере три возможности предотвратить крупные человеческие трагедии. Когда Организация Объединённых Наций пыталась предоставить гуманитарную помощь, их полностью обгоняли НПО, чья компетентность и самоотверженность резко контрастировали с чрезмерной осторожностью и бюрократической неэффективностью Организации Объединённых Наций. Если радикальная реформа не будет проведена, предупредил Мохамед Сахнун, то Организация Объединённых Наций продолжит реагировать на такой кризис в духе неумелой импровизации.[17]
- В 2007 году Мохамед Сахнун также опубликовал (на французском языке) в значительной степени автобиографический роман, действие которого происходит в Алжире в 1954 году, Mémoire blessée («Поврежденная память»); его главный герой Салем, «человек веры и диалога», заключен в тюрьму и подвергнут пыткам из-за своих убеждений. Однако его спасают французы, некоторые из которых гражданские, другие военные и церковники - все они идут на большой риск, чтобы защитить его. Книга явно напоминает о событиях, которыми отмечены молодые годы автора (см. Выше раздел о ранних годах и войнах в Алжире), но она также призывает к человеческой солидарности и защите более слабых.[18]

## Философия
Мохамед Сахнун познакомился с пацифизмом в 1952 году в Алжире через неправительственную организацию Service Civil International. Он прочитал книгу Пьера Серезолье, швейцарского основателя этой организации, и, что ещё более важно, книгу Ромена Роллана о Ганди, которую он описал как книгу, «которая в то время была практически моей прикроватной книжкой ». Эти идеи остались с ним на протяжении всей его долгой профессиональной карьеры, пытаясь, например, наладить надлежащую коммуникацию между общинами о Конго через Всемирную ассамблею молодежи (WAY), поддерживаемую ЮНЕСКО. Также, в качестве ведущей фигуры ОАЕ, особенно когда африканские страны столкнулись с проблемами из-за границ, унаследованных от колониализма, или в его различных миссиях в ООН. Его участие в течение нескольких лет в очень международной и религиозно-смешанной неправительственной организации Service Civil International также сыграло роль в его понимании источников конфликтов и побудило его вкладывать средства в то, как лечить травмы, возникшие в результате прошлых конфликтов.  Он развивает это размышление в более поздние годы своей карьеры, поскольку он все больше выступает за безопасность человека, например, через проект «The Responsibility to Protect» (2001) или через организацию Caux Forum for Human Security с 2008 по 2012 года, рассматривая следующие пять тем: «Исцеление памяти», «Справедливое управление», «Устойчивый образ жизни», «Инклюзивная экономика» и «Межкультурный диалог». Приверженный к межрелигиозному диалогу, Мохамед Сахнун решительно выступил против идеи «Столкновения цивилизаций», заявив, например: «Я сказал Хантингтону во время дискуссии в Вашингтоне, что такого столкновения нет. Возьмем для примера Сомали: с религиозной точки зрения, все сомалийцы более или менее все на одной волне. Но из-за полной незащищенности они разделились на кланы и подкланы. Вот почему я хочу развивать межкультурный и межрелигиозный диалог. " 

## Отличия
- Средняя школа носит его имя в городе Уэд Слай в Эш-Шелиффе, Алжир, где он родился.
- 2007 «Elizabeth Haub Prize for Environmental Diplomacy» (внешняя ссылка)'. Премия, которая отмечает значительные достижения в области экологического права и дипломатии, была вручена 14 мая на церемонии в Нью-Йорке.[21]